# كلية جورج واتسون
كلية جورج واتسون (بالإنجليزية: George Watson's College)، هي مدرسة مستقلة مختلطة التعليم في اسكتلندا، وتقع على طريق كولينتون، في منطقة ميرشيستون في إدنبرة. تم تأسيسها لأول مرة كمدرسة مستشفى في عام 1741، وأصبحت مدرسة نهارية في عام 1871، وتم دمجها مع المدرسة الشقيقة كلية جورج واتسون للسيدات في عام 1974.

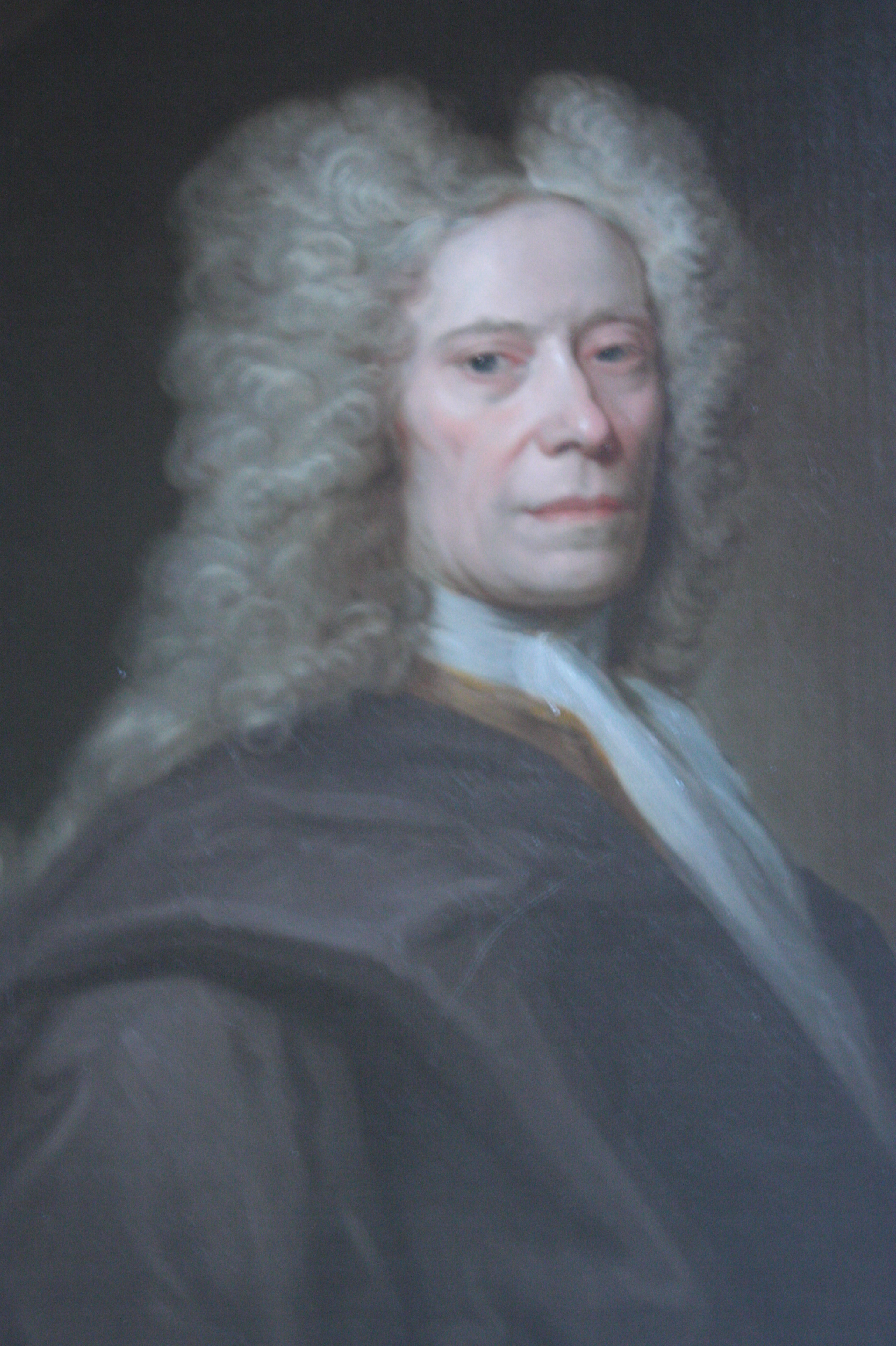
جورج واتسون بواسطة ويليام أيكمان

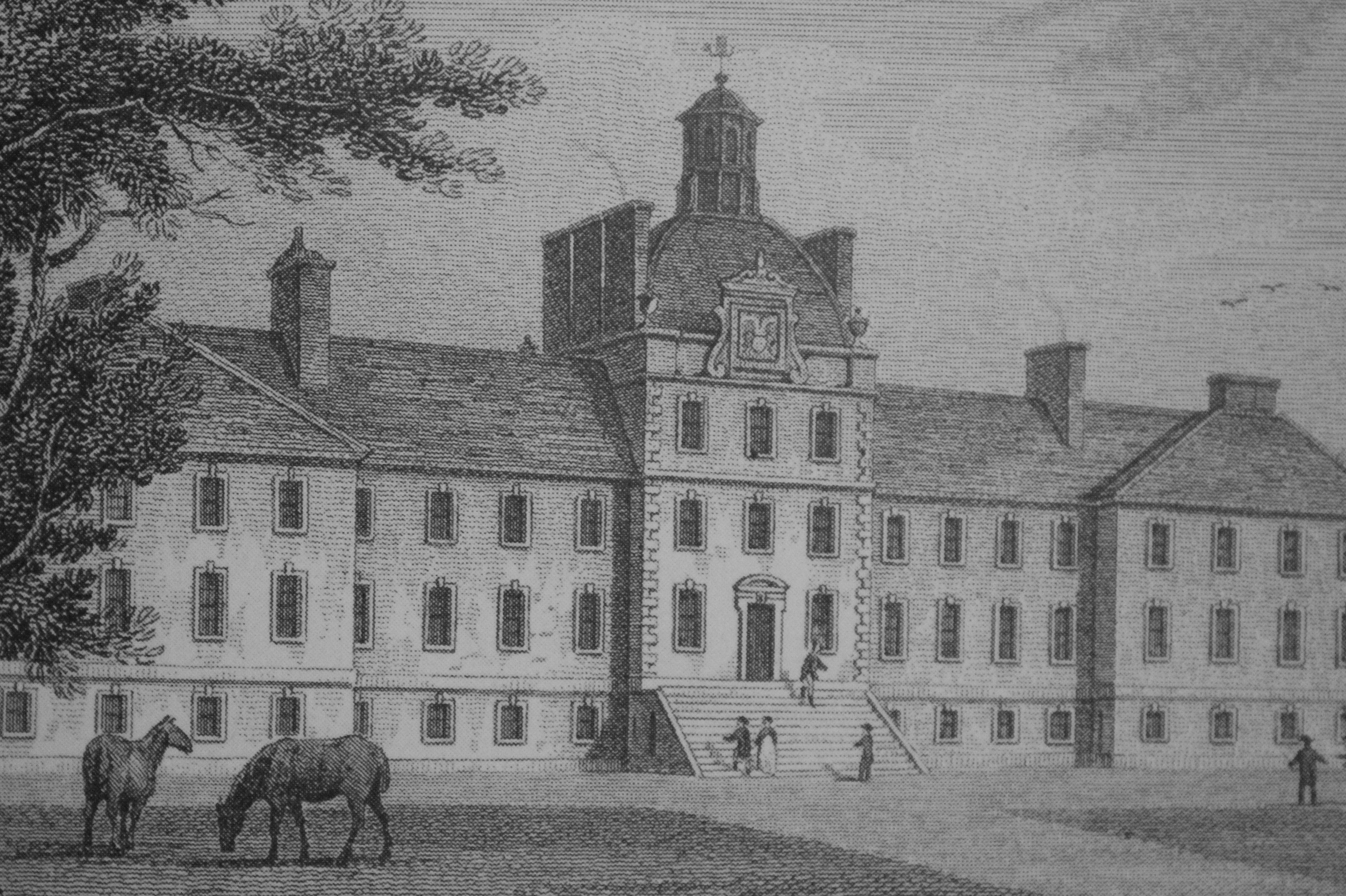
مستشفى جورج واتسون الأصلي ، إدنبرة حوالي عام 1850

## التاريخ

### التأسيس
تم إنشاء المدرسة وفقًا لتعليمات جورج واتسون (1654-1723) الذي ورث الجزء الأكبر من ثروته البالغة 12000 جنيه إسترليني - وهو مبلغ ضخم في عام 1723 - لتأسيس مدرسة لتوفير التعليم الداخلي بعد المرحلة الابتدائية.
لم يكن جورج عضوًا في شركة ميرشانت في إدنبرة، لكنه أعجب بتأسيسها المشترك وإدارة مستشفى ميرشانت مايدن ولذلك اختار الشركة لتنفيذ شروط وصيته، اشترى الأرض المعروفة باسم هيريوت كروفت، الواقعة قبالة لوريستون بليس في إدنبرة، بالقرب من السهل ومقابل مدرسة جورج هيريوت، حيث قاموا بإشراك مهندس معماري، تم وضع حجر الأساس في 22 مايو 1738، واكتمل البناء في أوائل عام 1741. (في ذلك الوقت، كان هناك قلق من أن هذا الموقع كان بعيدًا جدًا عن المدينة، ولكن اليوم يعتبر في وسط المدينة.)
افتتحت المدرسة كمستشفى جورج واتسون في ويتسون 17 مايو 1741، تتألف القائمة الأولية من 11 فتى تتراوح أعمارهم بين 9-10 سنوات؛ بحلول عام 1749 كان هناك 30 تلميذاً، بينما في عام 1842 بلغ عدد الطلاب 86 تلميذًا، وقد تم الحفاظ على هذا الرقم حتى نهاية نظام المستشفى في عام 1870.
وفقًا لإرادة واتسون كان المحافظون مسؤولين عن التلاميذ السابقين حتى سن 25 ؛ تمت مساعدتهم في العثور على تدريب مهني ودفع لهم بدل، كان التفضيل المعلن لواتسون هو لكي يصبحوا عمال مهن، على الرغم من أن المسؤولين سمحوا أيضًا للأولاد الذين أظهروا قدرة على متابعة الطب أو الأوساط الأكاديمية.

### إعادة تأسيسها كمدرسة نهارية

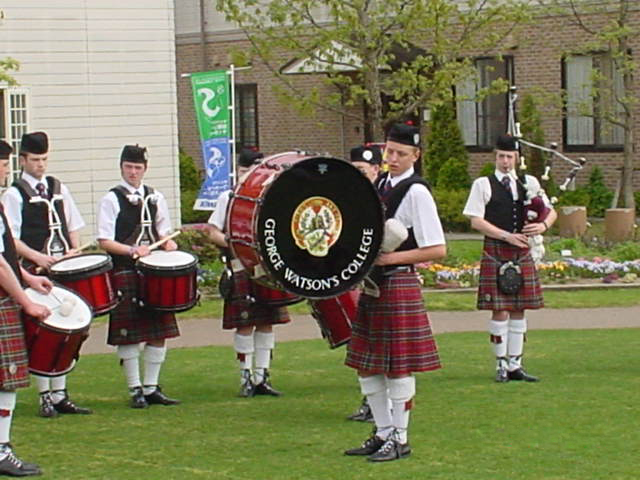
فرقة الأنابيب المدرسية في بطولة Sanix العالمية للرجبي للشباب ، الساحة العالمية ، اليابان 2006

بحلول ستينيات القرن التاسع عشر، سقط نظام المدارس في المستشفيات في سمعة عامة الناس، في حين كانت شركة ميرشانت تخشى تدخل الحكومة في نظام التعليم، حيث كان الحل هو إعادة تأسيس شركة واتسون والمستشفيات الثلاثة الأخرى الواقعة تحت حكمها كمدارس نهارية. في يوليو 1868 تقدمت الشركة بطلب إلى البرلمان للحصول على صلاحيات لإعادة تنظيم مدارسها والاستفادة بشكل مختلف من أوقافها لجعل التعليم متاحًا على نطاق أوسع.
وهكذا تم تغيير واتسون بالكامل، حيث أعيد افتتاحها في 26 سبتمبر 1870 كمدرسة يومية مدفوعة الأجر تضم 800 فتى، كانت تسمى في البداية مدارس كلية جورج واتسون للبنين . في عام 1869، تم بيع المبنى الأصلي للمستشفى إلى المستوصف الملكي في إدنبرة. قامو بتوسيع المستوصف في عام 1871، انتقلت المدرسة مسافة قصيرة غربًا إلى مبنى مستشفى ميرشانت مايدن السابق في أرشيبالد بليس. تم دمج مبنى المستشفى الأصلي في المستوصف، وظلت الكنيسة الصغيرة مستخدمة كمصلى المستشفى حتى تم نقل المستوصف، وتم هدم بقايا المبنى في عام 2004 أثناء إعادة تطوير موقع المستوصف من قبل اتحاد كوارترمايل،  الذي أعاد أيضًا تطوير موقع مباني أرشيبالد بليس، التي تم هدمها في الثلاثينيات بعد انتقال المدرسة إلى موقعها الحالي.
في عام 1902، كانت الكلية أول مدرسة ثانوية اسكتلندية مرموقة تعين رئيسة لها، كان طاقم المدرسة من الرجال بشكل أساسي وكان هناك 930 تلميذاً. كانت شارلوت أينسلي طالبة سابقة درست في كلية بيدفورد وقادت الآن كلية جورج واتسون للسيدات.

### كلية جورج واتسون للسيدات

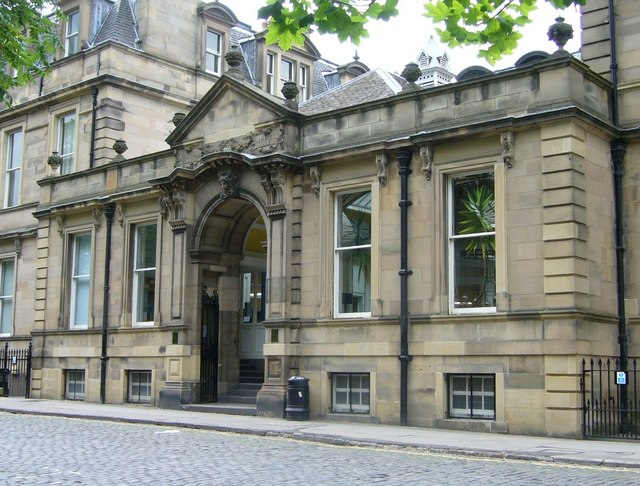
كان جورج سكوير ميلفيل هاوس، الذي بني في عام 1871 في موقع منزل الأميرال دنكان، موطنًا لكلية جورج واتسون للسيداتحتى بيعه إلى جامعة إدنبرة في عام 1974.

رغبة شركة ميرشانت في فتح مدرسة للبنات، في يوليو 1868 تقدمت الشركة بطلب إلى البرلمان للحصول على صلاحيات لإعادة تنظيم مدارسها والاستفادة بشكل مختلف من أوقافها لجعل التعليم متاحًا على نطاق أوسع.
في فبراير 1871 استحوذت الشركة على عقد إيجار ميلفيل هاوس في جورج سكوير، إدنبرة واستخدمته كموقع لمدارس جورج واتسون الجامعية للسيدات، تم تغيير اسمها إلى كلية جورج واتسون للسيدات في عام 1877، وإلى كلية جورج واتسون للسيدات في عام 1890. 

### دمج الكليتين

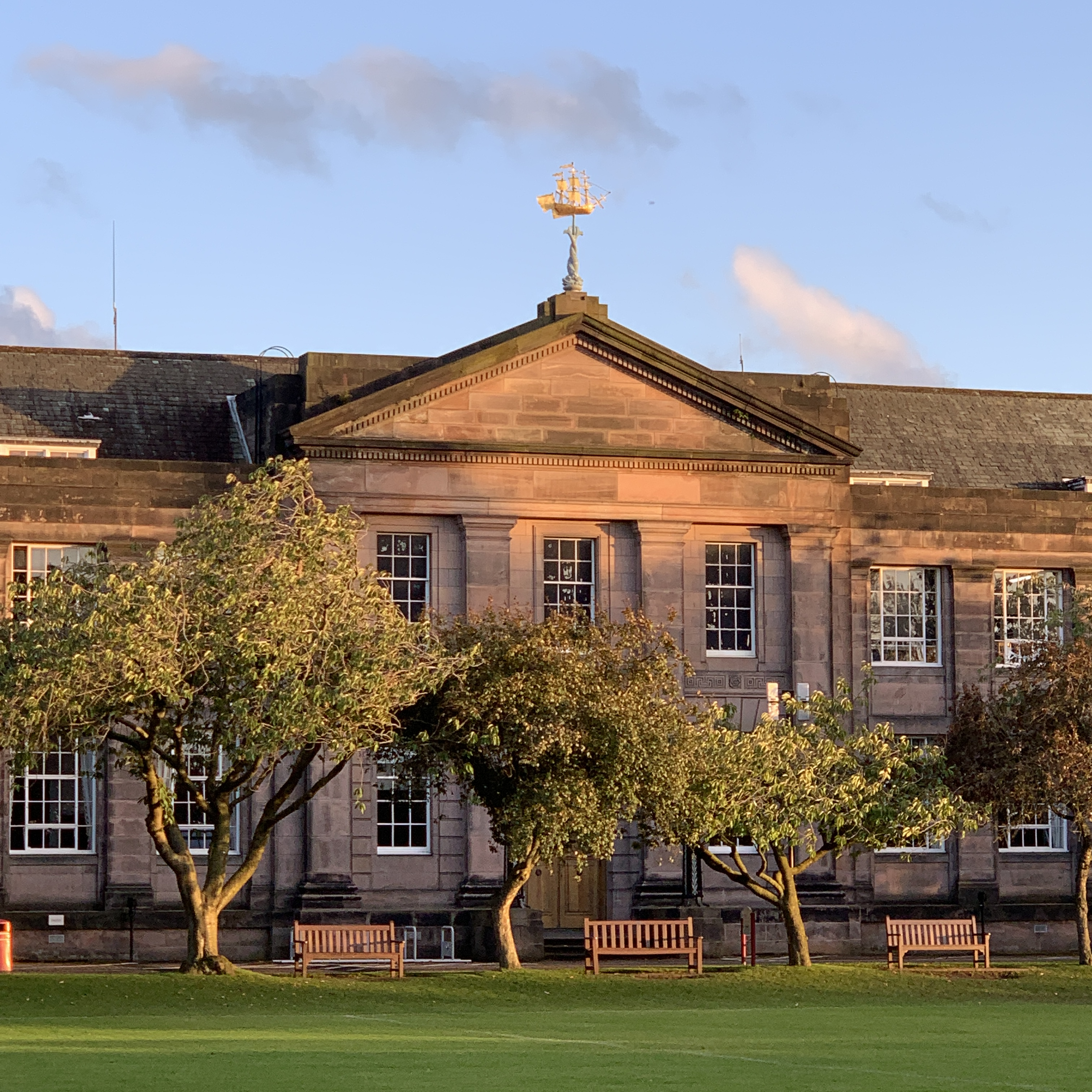
كلية جورج واتسون ، طريق كولينتون

في عام 1967 أعلنت شركة ميرشانت عن خطتها لدمج كليتي واتسون لتشكيل حرم جامعي واحد مختلط بنظام التعليم المختلط، حيث كانت أعمال البناء تجري بسرعة لإيواء المدرسة المشتركة.
تم عقد أول تجمع مشترك للمدرسة المدمجة في 1 أكتوبر 1974. وجدت المدرسة نفسها في موسوعة غينيس للأرقام القياسية باعتبارها أكبر مدرسة مختلطة في اسكتلندا، تضم أكثر من 2400 تلميذ. 
تضم كلية جورج واتسون أيضًا مدرسة جون واتسون المنفصلة تمامًا، والتي تضم مبانيها السابقة (الآن المعرض الوطني الإسكتلندي للفن الحديث).

## روابط خارجية
- كلية جورج واتسون
- صفحة كلية جورج واتسون على المدارس الاسكتلندية عبر الإنترنت